# Кумла (коммуна)
Ку́мла (швед. Kumla kommun) — коммуна в Швеции, входит в лен Эребру. Центр коммуны — город Кумла.

## География
Коммуна Кумла находится в центральной Швеции, на территории исторической провинции Нерке. Помимо Кумлы, на территории коммуны находятся поселения: Обюторп, Экебю, Хеллаброттет и Саннахед .

## Экономика
На территории коммуны расположены производства таких корпораций, как Procordia Food и Ericsson. Кроме этого, здесь находится также «Кумла» (Kumlaanstalten) — крупнейшая тюрьма в стране, место заключения наиболее опасных преступников в Швеции.

## Города-партнёры
- Фредерикссунн, Дания
- Сипоо, Финляндия
- Эурскуг-Хёланн, Норвегия